# Стартовая катапульта

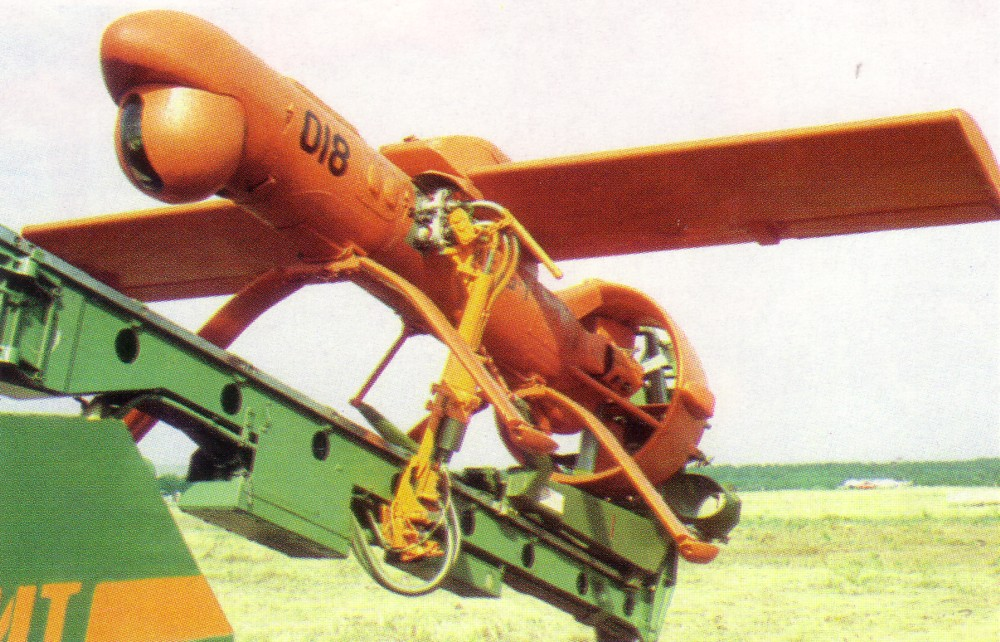
БПЛА «Пчела-1Т» на стартовой катапульте

Стартовая катапульта — устройство для запуска летательных аппаратов с небольшой площадки, корабля или судна. Практически все современные катапульты, установленные на авианосцах, являются паровыми (приводятся в действие паром).

## Катапульты на авианосцах

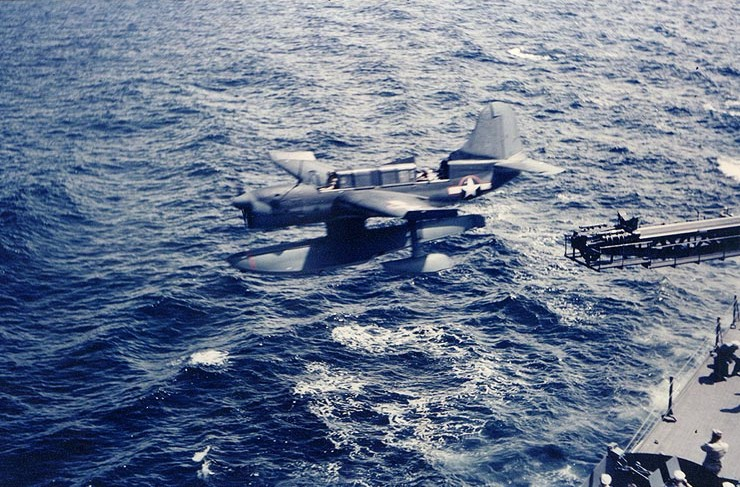
Взлёт при помощи катапульты (1943 год)

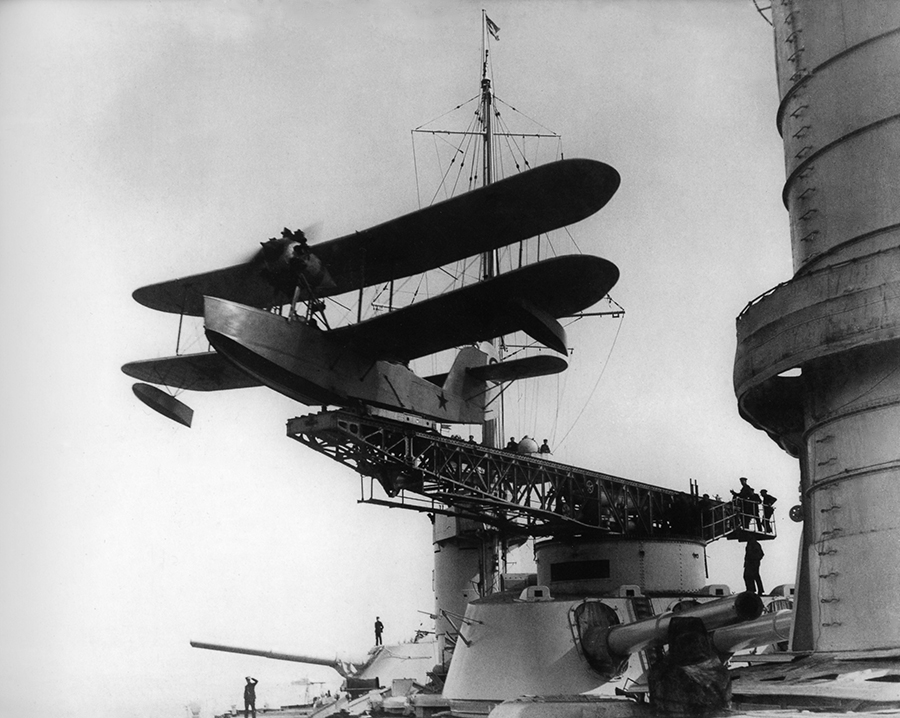
Взлёт корабельного разведывательного гидросамолёта КР-1 при помощи пневматической катапульты K-3 немецкой фирмы Heinkel с борта советского линкора «Парижская коммуна», 1930—1933 годы

Использование катапульты характерно для большинства авианосцев, вооружённых самолётами укороченного взлёта и посадки (УВП). Исключениями из этого являются ТАКР «Адмирал Кузнецов» российского флота, английские авианосцы типа «Инвинсибл» и проектирующиеся типа «Куин Элизабет», китайский авианосец «Ляонин», а также индийский авианосец «Викрамадитья» (перестроеный «Адмирал Горшков»).
В 2010 году в США успешно проведены испытания электромагнитной катапульты для запуска самолётов EMALS; сейчас они устанавливаются на авианосцах нового поколения типа «Джеральд Р. Форд».
Для обеспечения возможности взлёта группы самолётов в короткие сроки, на авианосце может быть установлено до четырёх катапульт. Для защиты персонала и техники от раскалённого выхлопа, позади стартующего самолёта поднимаются газоотбойники, которые отклоняют струю вверх.
Стартовая катапульта — устройство повышенной опасности. Так 26 мая 1954 года у восточного побережья США на американском авианосце постройки времён Второй мировой войны «Беннингтон» класса Essex разрушился механизм гидравлической катапульты, вытекшая гидравлическая жидкость загорелась от реактивной струи взлетавшего самолёта, что привело к взрыву механизма катапульты и вторичным взрывам на корабле; 103 моряка погибли и более двухсот ранены. Происшествие привело к переходу ВМС США к паровым катапультам на основе образцов, разработанных в Великобритании.

## Катапульта для запуска ФАУ-1

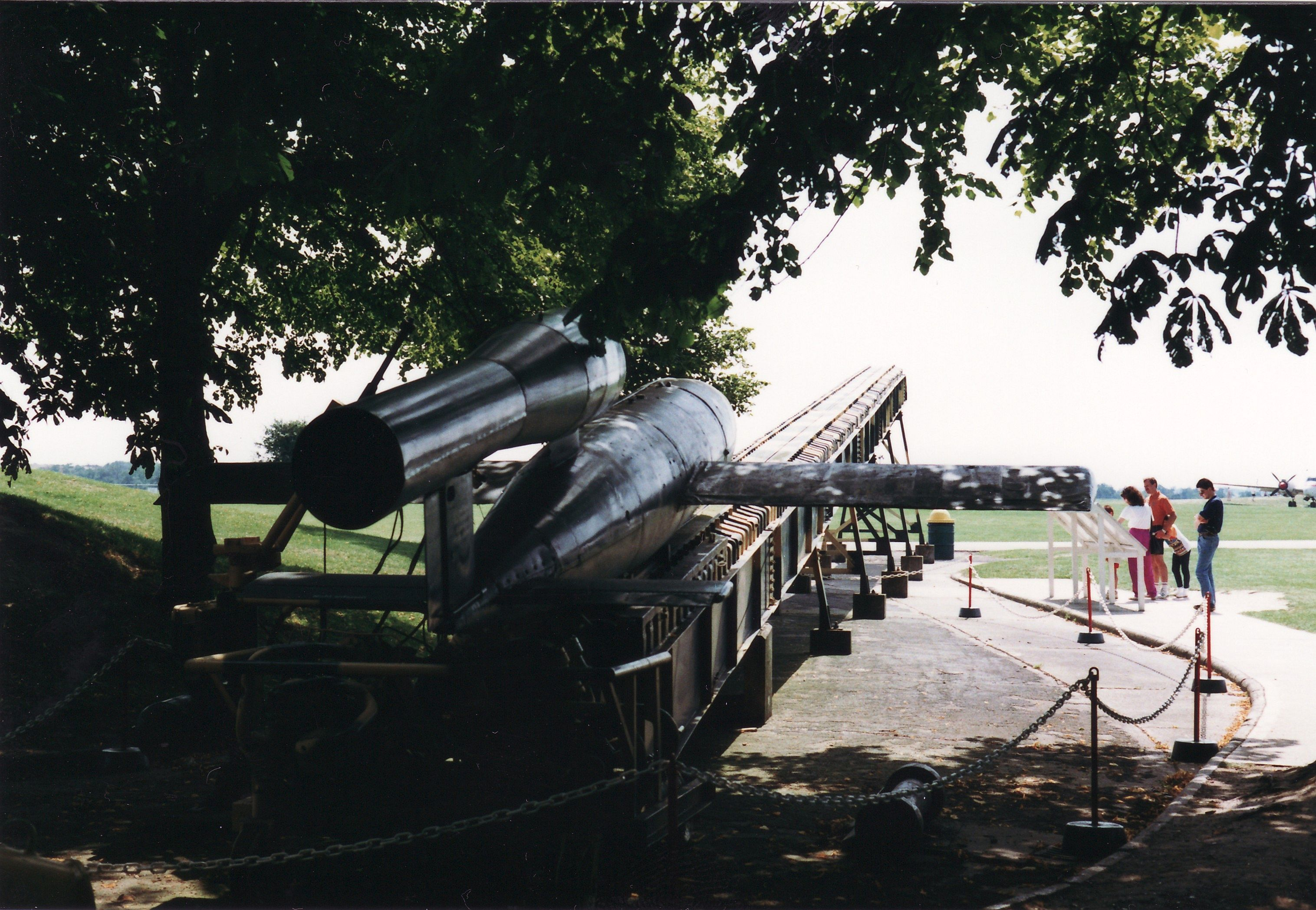
Катапульта для запуска V-1

Катапульта для запуска самолёта-снаряда ФАУ-1 представляла собой массивную стальную конструкцию длиной 49 м (длина пути разгона 45 м, угол наклона к горизонту — 6°) и монтировалась из 9 секций. На верхней стороне находились направляющие, по которым двигался снаряд при разгоне.
Внутри катапульты по всей её длине проходила труба диаметром 292 мм, выполнявшая роль цилиндра парового двигателя. В трубе свободно перемещался поршень, который перед стартом сцеплялся с бугелем, находившимся на нижней части фюзеляжа снаряда. Поршень приводился в движение давлением (57 бар) парогазовой смеси, подававшейся в цилиндр из специального реактора, в котором происходило разложение концентрированной перекиси водорода под воздействием перманганата калия. Передний конец цилиндра был открыт и после схода снаряда с катапульты поршень вылетал из цилиндра и уже в полёте отцеплялся от снаряда. Катапульта сообщала снаряду начальную скорость около 250 км/ч. Время разгона — около 1 с, что соответствует ускорению 7g.